# Comté d'Adams (Colorado)
Pour les articles homonymes, voir Comté d'Adams.
Le comté d'Adams est un comté du Colorado. Son siège est Brighton. Le comté est nommé en l'honneur du gouverneur Alva Adams (en). 
Il fait partie de la zone métropolitaine Denver-Aurora.

## Géographie

### Villes et villages
Municipalités
- Arvada
- Aurora
- Bennett
- Brighton
- Commerce City
- Federal Heights
- Northglenn
- Strasburg
- Thornton
- Westminster

Unincorporated communities
- Henderson
- Watkins

Census-designated places
- Berkley
- Derby
- North Washington
- Sherrelwood
- Todd Creek
- Twin Lakes
- Welby

## Démographie
| 1910  | 1920   | 1930   | 1940   | 1950   | 1960    |
| ----- | ------ | ------ | ------ | ------ | ------- |
| 8 892 | 14 430 | 20 245 | 22 481 | 40 234 | 120 296 |

| 1970    | 1980    | 1990    | 2000    | 2010    | - |
| ------- | ------- | ------- | ------- | ------- | - |
| 185 789 | 245 944 | 265 038 | 363 857 | 441 603 | - |